# Big Elk
Big Elk, també conegut Ontopanga (1770–1846/1853), fou el cap principal de la tribu omaha durant molts anys a l'alt riu Missouri. És notable pel seu discurs lliurat en el funeral de Black Buffalo en 1813.
Big Elk va conduir al seu poble en un moment de creixents canvis, amb amenaces de guerra amb els sioux, malalties i invasions euroamericans. Va crear aliances per protegir el seu poble i preparar-se per un futur que ell va pensar depenia d'una relació més estreta amb els Estats Units. Estava disposat a intercanviar la terra sota promesa de protecció per al seu poble, però sovint es va sentir decebut pels fracassos del govern dels Estats Units.

## Història
Big Elk lluità per protegir el seu poble de la invasió dels euroamericans, però més important encara, de la guerra amb els sioux. El omaha van patir epidèmies de verola a principis del segle xix i es reduïren molt en nombre. Big Elk va ser un dels aliats amerindis dels Estats Units durant la Guerra de 1812, a través de les seves relacions amb l'empresari franco-americà Lucien Fontenelle. També cercà l'ajuda dels Estats Units per a la protecció contra els sioux.
Big Elk admirava alguns aspectes de la cultura euroamericana i va fer aliances estratègiques a través dels matrimonis de les seves filles amb dos prominents comerciants de pells euroamericans. El seu net mestís Logan Fontenelle va treballar amb l'agent indi com a intèrpret per als omaha des de l'edat de 15 anys. Ell era cada vegada més important després de 1853, durant les negociacions per a la venda de terres. Podria haver estat considerat cap d'aquest procés, però els relats de l'època són confusos. En 1855 va ser assassinat per una banda de sioux. Fontenelle va ser un dels set signants d'un tractat de 1854 pel qual els omaha cediren la major part de les seves terres als Estats Units, a canvi de rendes i béns.
En 1843 el cap Big Elk designà el seu fill adoptiu Joseph LaFlesche com a successor; LaFlesche era un comerciant de pells métis d'ascendència francocanadenca i ponca, qui va viure molts anys amb el omaha. Era un dels caps que van signar el tractat de 1854. Altament assimilat, LaFlesche va exercir com cap principal de 1853 / 1855-1888, fomentar entre els omaha ser educats i adoptant algunes maneres euroamericanes.
Assolí fama de reputat guerrer contra els pawnee, i el 1800 esdevingué el principal cap omaha a la mort del tirànic Washinggusaba/ Black Bird. El 1821 i 1837 viatjà a Washington per a negociar la cessió de terres, on guanyà fama de gran orador. Va morir d'unes febres quan va tornar de caçar un cérvol.

## Casament i família

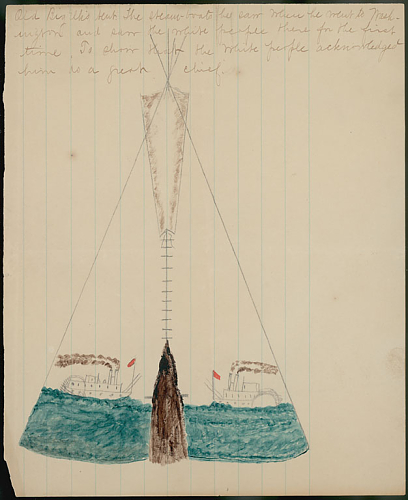
Dibuix del tipi de Big Elk per un omaha anomenat George Miller. En el seu tipi va pintar dos vaixells de vapor de riu per simbolitzar la seva amistat amb els euroamericans i la seva importància com a cap.

Big Elk es casà amb una dona omaha. Va tenir un fill Standing Elk, i algunes filles, incloses Mitain i Me-um-bane.
Igual que amb moltes altres tribus natives americanes, els omaha absorbien els captius, els orfes i els aliats d'honor en la seva cultura com a membres adoptades. De la mateixa manera, Big Elk va disposar o permetre dos de les seves filles casar-se amb prominents comerciants de pells euroamericans, amb qui volia fer aliances per enfortir les connexions de la seva família. Admirava alguns aspectes de la cultura americana i creia que podia ajudar el seu poble per les aliances.
En 1814, durant la Guerra de 1812 entre els Estats Units i Gran Bretanya, la seva filla Mitain (també pronunciat Mitahne) es casà amb Manuel Lisa, recentment anomenat pel governador del Territori de Missouri agent indi dels Estats Units a la conca alta del riu Missouri. Ell havia estat un prominent comerciant de pells al territori omaha durant anys, creant Fort Lisa en el que avui és Nord Omaha (Nebraska). Lisa va tornar al comerç de pells després de la conclusió de la guerra. En aquest moment, Lisa estava legalment casat amb una dona euroamericana a St. Louis, on vivia a temps complet; després de la seva mort en 1817, es va casar amb una segona dona d'ascendència europea a St. Louis.
Lisa i Mitain van tenir plegats una filla, Rosalie i un fill, Christopher. En 1819 Lisa va dur-se Rosalie amb ell a St. Louis a una escola catòlica, però Mitain refusà donar-li la custòdia de Christopher, i va rebre el suport de Big Elk.
Entre 1823-1824, la filla de Big Elk Me-um-bane es casà amb el comerciant de pells Lucien Fontenelle, d'una rica família de criolls francesos de Nova Orleans. Va establir un lloc comercial al riu Missouri, prop del que avui és Bellevue (Nebraska) i va viure al territori. Van tenir cinc fills junts. El seu primer fill Logan Fontenelle va néixer en 1825. Es va convertir en intèrpret dels omaha, començant a treballar per a l'agent indi dels Estats Units després de la mort del seu pare en 1840. Alguns historiadors sostenen que va ser elegit cap de l'Omaha en 1853; altres que es va exercir com a intèrpret per als caps durant les negociacions per a la venda de terres que s'estaven produint. Mentre que 60 omahes havia celebrat consell per negociar amb l'agent Greenwood el gener de 1854, Fontenelle acompanyava o formava part d'una delegació de caps que va anar a Washington, DC en aquest any per completar les negociacions per a un tractat amb els Estats Units. Els omaha van cedir la major part de les seves terres a canvi de rendes i béns, i el reassentament en una reserva en el que avui és el nord-est de Nebraska.
Big Elk adoptà al comerciant Joseph LaFlesche com a fill seu entre els omaha. (La seva mare Waoowinchtcha era ponca i emparentada amb Big Elk.) LaFlesche era el fill de Joseph LaFlesche, un comerciant de pells francocanadenc de l'American Fur Company, qui havia treballat durant molts anys amb els omaha i altres tribus entre els rius Platte i Nebraska. El menor LaFlesche havia començat acompanyant al seu pare en viatges comercials als 10 anys, i va començar a treballar per l'AFC a l'edat de 16. En 1843 Big Elk el designà com a successor, i LaFlesche estudià seriosament els usos i costums de la tribu per preparar-se com a cap. LaFlesche va aparèixer per unir-se al consell tribal al voltant de 1849, després que ell s'havia instal·lat amb els omaha a l'Agència Bellevue.
LaFlesche era força assimilat i aculturat, i es casà amb Mary Gale, filla d'un cirurgià estatunidenc i la seva esposa iowa. LaFlesche va servir com a cap principal dels omaha durant 1855-1888. Durant aquest període de transició important la tribu es va traslladar a una reserva, va encoratjar els omaha a educar-se, a acceptar el cristianisme, i a adoptar algunes maneres euroamericanes. Ell i Mary va encoratjar l'educació dels seus fills, i alguns van anar a l'escola i a la universitat a l'Est. Es van convertir en reformadors i líders prominents entre els omaha, amb un metge, reformador, i el gerent financer de la tribu. Després de la mort de Mary el 1855 LaFlesche es casà amb Tainne, una dona omaha. El seu fill Francis La Flesche (n. 1857) va treballar com a etnòleg per a la Smithsonian Institution juntament amb l'antropologa Alice Fletcher; va escriure llibres i va fer recerca sobre els omaha i osage, i ajudà a preservar llurs tradicions.